# Incident in Judaea
Incident in Judaea is een Britse film van regisseur Paul Bryers, gebaseerd op de roman De meester en Margarita van de Sovjet auteur Michail Boelgakov. De film vertelt weliswaar alleen de Bijbelse passages uit de roman. Hij werd uitgezonden door de Britse televisiezender Channel 4 op 31 maart 1991.

## Achtergrond
Auteur en regisseur Paul Bryers heeft veel op feiten gebaseerde drama's geschreven en geregisseerd voor televisie, radio en theater, en films aangepast en geregisseerd op basis van het werk van toneelschrijvers als Arthur Miller en Michail Boelgakov. Zijn tv-film Incident in Judaea was het eerste echte drama dat Paul Bryers ooit regisseerde en hij zegt dat het nog steeds een van zijn beste ervaringen als regisseur is. Bryers kreeg er een budget voor van 230.000 GBP, wat vrij weinig was, maar hij kon wel beschikken over steracteurs als John Woodvine, Lee Montague en Mark Rylance.

## Verhaal
In de roman De meester en Margarita van de Russische auteur Michail Boelgakov, waarop de film gebaseerd is, zijn drie verhaallijnen onderling verweven: een satirische verhaallijn waarin Satan, hier Woland genoemd, naar het Moskou van de jaren 30 van de 20ste eeuw komt om op hilarische wijze af te rekenen met de corrupte arrivisten, bureaucraten en profiteurs uit de Stalinistische periode, een tweede die de innerlijke strijd beschrijft die Pontius Pilatus voert vóór, tijdens en na de veroordeling en terechtstelling van Jesjoea Ha Notsri (Jezus van Nazareth), en een derde die het verhaal vertelt van de liefde tussen de meester, een naamloze schrijver in het Moskou van de jaren 30 en zijn geliefde Margarita, die tot het uiterste gaat om haar meester te redden. De meester heeft een roman geschreven over Pontius Pilatus, en wordt door de autoriteiten hard aangepakt omdat dat een onderwerp is dat in de officieel atheïstische Sovjet-Unie taboe was.

### Verschillen met de roman
De film Incident in Judaea vertelt alleen de Bijbelse passages uit de roman: het verhaal van Pontius Pilatus en Jesjoea Ha Notsri (Jezus van Nazareth), maar volgt zeer getrouw het verhaal en de dialogen. De film begint met de aanhef van hoofdstuk 2 van de roman: "In een bloedrood gevoerde toga, met de schuifelpas van een ruiter, vroeg in de morgen van de veertiende dag van de lentemaand Nisan, betrad de procurator van Judaea, Pontius Pilatus, de overdekte zuilengalerij welke de twee vleugels van het paleis van Herodes de Grote verbond".

## Rolverdeling
- Jesjoea Ha-Notsri: Mark Rylance
- Pontius Pilatus: John Woodvine
- Marcus Ratteschrik: Jonathon McKenna
- Levi Mattheüs: Frank Baker
- Afranius: Jim Carter
- Jehoeda van Karioth: Jason Carter
- Kajafas: Lee Montague
- Niza: Rosalind Bennett

## Soundtrack
Originele muziek van Debbie Wiseman

## Andere filmbewerkingen van De meester en Margarita
- Charlotte Waligòra - Le maître et Marguerite - 2017 (speelfilm)
- Giovanni Brancale - Il Maestro e Margherita - 2008 (speelfilm)
- Vladimir Bortko - Master i Margarita - 2005 (tv-reeks)
- Ibolya Fekete - A Mester és Margarita - 2005 (speelfilm)
- Sergej Desnitskij - Master i Margarita - 1996 (tv-film)
- Joerij Kara - Master i Margarita - 1994 (speelfilm)
- Oldřich Daněk - Pilát Pontský, onoho dne - 1991 (tv-film)
- Andras Szirtes - Forradalom Után - 1990 (speelfilm)
- Aleksandr Dzekoen - Master i Margarita - 1989 (tv-reeks)
- Maciej Wojtyszko - Mistrz i Małgorzata - 1988 (tv-reeks)
- Vladimir Vasiljev en Boris Jermolajev - Fuete - 1986 (speelfilm)
- Aleksandar Petrović - Il Maestro e Margherita - 1972 (speelfilm)
- Andrzej Wajda - Pilatus und andere - 1972 (tv-film)
- Seppo Wallin - Pilatus - 1970 (tv-film)

Verwacht
- Logos Film Company - The Master and Margarita - 2018  (speelfilm)
- Katariina Lillqvist - Mistr a Markétka - 2013 (animatiefilm)
- Nikolai Lebjedev  - Master i Margarita - 2019 (speelfilm)